# گل ابریشم (درخت)
گل ابریشم (به انگلیسی: Albizia lebbeck) نام درختی است که در استان‌های ساحلی جنوب ایران می‌روید. این درخت که در بخش‌هایی از خوزستان درخت برهان نامیده می‌شود بومی منطقه گرمسیری جنوب آسیا است، ولی تا کنون گسترش فراوانی یافته و در بسیاری از مناطق نیمه گرمسیری جهان نیز رشد می‌کند و تکثیر می‌شود. این درخت فراوان‌ترین گونه از مجموعه درختان خانواده (Albizia) در گستره جهان است.
گیاه دیگری از این خانواده به نام شب‌خسب در شمال ایران می‌روید.

## بازنمایی
این درخت به بلندی ۱۸ تا ۳۰ متر می‌رسد و تنه‌ای به قطر نیم متر تا یک متر پیدا می‌کند. برگ‌های این درخت شانه‌ای است و خزان می‌کنند چنان‌که در پایان فصل سرد کاملاً بی‌برگ می‌شود. دانه‌های آن در خوشه سبز رنگی قرار دارند که به تدریج زرد می‌شود. گل‌های این درخت، سفید مایل به زرد و به صورت مجموعه تارهای ظریف و خوشبو به درازی ۳ تا ۴ سانتیمتر و منگوله‌ای شکل است.

## سودمندی‌ها
درخت گل ابریشم تاج کروی‌شکل بزرگ و سبزرنگی ایجاد می‌کند که منظره بسیار زیبایی دارد. به‌همین خاطر به‌عنوان درخت سایه‌دار و زینتی در مناطق شهری کاشته می‌شود. در هند از چوب آن الوار تولید می‌کنند. از غلاف دانه‌ها و برگ‌های این درخت نیز به عنوان خوراک دام برای برخی چارپایان استفاده می‌شود.